# Alicia beebei
Alicia beebei is een zeeanemonensoort uit de familie Aliciidae.
Alicia beebei is voor het eerst wetenschappelijk beschreven door Carlgren in 1940.